# Neckeropsis lentula
Neckeropsis lentula là một loài Rêu trong họ Neckeraceae. Loài này được (Wilson) Herzog miêu tả khoa học đầu tiên năm 1924.